# Grandosmylus centrasius
Grandosmylus centrasius is een insect uit de familie watergaasvliegen (Osmylidae), die tot de orde netvleugeligen (Neuroptera) behoort. 
Grandosmylus centrasius is voor het eerst wetenschappelijk beschreven door Makarkin in 1985.